# 736 Harvard
A 736 Harvard (ideiglenes jelöléssel 1912 PZ) a Naprendszer kisbolygóövében található aszteroida. Joel Hastings Metcalf fedezte fel 1912. november 16-án.